# 哈川站
哈川站位于黑龙江省齐齐哈尔市富裕县友谊乡哈川村，四等站。车站始建于1928年5月，1931年1月随着齐北铁路的通车而投入运营。南距齐齐哈尔站55千米。此站已于2016年被撤销。
1. ↑  . 哈铁家园 (微信公众号). 2016-07-13.